# شهرستان سویتسکی
شهرستان سویتسکی (به لاتین: Suyetsky District) یک منطقهٔ مسکونی در روسیه است که در سرزمین آلتای واقع شده‌است.